# Миладор (Висконсин)
Миладор (енгл. Milladore) град је у америчкој савезној држави Висконсин.

## Демографија
По попису из 2010. године број становника је 276, што је 8 (3,0%) становника више него 2000. године.
| Група             | 2000.       | 2010.       |
| Белци             | 265 (98,9%) | 254 (92,0%) |
| Афроамериканци    | 0 (0,0%)    | 3 (1,1%)    |
| Азијати           | 0 (0,0%)    | 0 (0,0%)    |
| Хиспаноамериканци | 0 (0,0%)    | 19 (6,9%)   |
| Укупно            | 268         | 276         |